# Murders in the Rue Morgue (película de 1971)
Murders in the Rue Morgue es una película de terror estadounidense de 1971, basada en el relato de Edgar Allan Poe Los crímenes de la calle Morgue, aunque incorpora grandes cambios en relación con la historia original. Fue dirigida por Gordon Hessler y protagonizada por Jason Robards, Herbert Lom y Christine Kaufmann. En una entrevista disponible en el DVD de la película, Hessler afirma que quiso realizar algunos cambios a la historia por el hecho de que muchas personas ya conocen el final de la misma, por lo que sintió que era necesario reinventar el guion. 

## Sinopsis
La historia gira en torno a una troupe de teatro de principios del siglo XX en París que se especializa en juegos de terror sangrientos y naturalistas a la manera de Grand Guignol. El director, Cesar Charron (Jason Robards), presenta "Murders in the Rue Morgue" de Poe. La esposa de César, la actriz Madeline (Christine Kaufmann), cuya madre (Lilli Palmer) había sido asesinada con un hacha, está obsesionada por las pesadillas de un hombre con un hacha. Luego, de repente, Rene Marot (Herbert Lom), un antiguo amante de la madre de Madeline, que murió hace tiempo en el escenario, regresa misteriosamente y comienza a asesinar a miembros de la compañía teatral, confundiendo a la policía de París, que inicialmente sospecha de Cesar.

## Reparto
- Jason Robards es Cesar Charron.
- Herbert Lom es Rene Marot.
- Christine Kaufmann es Madeleine Charron.
- Adolfo Celi es el Inspector Vidocq.
- Maria Perschy es Genevre.
- Michael Dunn es Pierre Triboulet.
- Lilli Palmer es la señora Charron.
- Peter Arne es Aubert.
- Rosalind Elliot es Gabrielle.
- Marshall Jones es Luigi Orsini.
- María Martín es Madam Adolphe.

## Recepción
Murders in the Rue Morgue obtuvo en general una pobre recepción crítica. Leonard Maltin le dio 1.5 estrellas, la segunda más baja de las siete calificaciones posibles. 
Howard Thompson de The New York Times en cambio le dio una reseña positiva a la cinta, alabando la dirección, el vestuario y las interpretaciones. Thompson sin embargo afirmó que el final era muy predecible.
Donald Guarisco de Allmovie en cambio criticó las actuaciones, el guion y la falta de tensión a lo largo de la película.